# Awithlaknannai

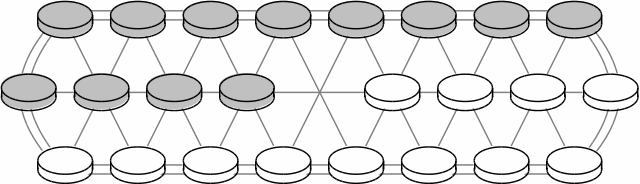
Spelbräde och pjäser till awithlaknannai.

Awithlaknannai är ett brädspel som är hemmahörande hos zuñifolket i den amerikanska delstaten New Mexico. Spelet anses vara en modifiering av det klassiska brädspelet alquerque, som infördes till Amerika av de spanska conquistadorerna.
Två spelare deltar, och de har vid spelets början vardera 12 spelpjäser, utlagda på spelbrädet som bilden visar. Spelarna turas om att flytta en av sina pjäser längs en linje till en angränsande tom skärningspunkt. Om en motspelarpjäs står intill en egen pjäs och platsen bakom är tom, får man hoppa över motspelarpjäsen, som därmed blir utslagen och tas av spelbrädet. Det är tillåtet att göra flera sådana hopp efter varandra. Spelets vinnare är den som först slår ut alla motspelarnas pjäser.

## Variant
Kolowis awithlaknannai, vilket kan översättas med "stridande ormar", har ett större spelbräde med 49 skärningspunkter. Spelarna startar med 23 pjäser var.